# Вивак
Вивак (лат. Vanellus vanellus) врста је птица, која припада породици вивака (лат. Charadriidae) у реду шљука или вивичара (лат. Charadriiformes). Врста је честа, на њивама, пашњацима и влажним стаништима (блата и ливаде) у скоро цијелој Европи и Азији. Карактеристично је вијугавог тијела, заобљених крила и изразитих свијетло-тамних контраста. Карактеристично је и гласање ”вии-ва”. У позну јесен се на сеоби окупља у већа јата на рибњацима, муљевитим спрудовима или поплављеним њивама. Зимује у јужнијим крајевима, на северу Африке, Пакистана, Индије и деловима Кине. Селица се повремено враћа већ крајем фебруара, а одлази до краја новембра; поједини презиме. Вивак је на листи строго заштићених врста птица у Србији.

## Изглед
Дужине је од 28 до 31 cm, са распоном крила од 67 до 72 cm. Вивак је птица црно-бијеле боје, лако препознатљив по дугој и танкој перјаници на глави. Црна боја на крилима и другим дијеловима тијела има зелени сјај. Трбух је бијели. Крила су заобљена и подједнако широка. На крајевима је перје бијеле боје, што се с доње стране лако примијети кад су крила раширена. Кљун је танак и црне је боје. Ноге су наранџасте. 

## Распрострањење и станиште
Насељава читаву Европу сем Исланда, односно између 70° и 35° северне географске ширине. Презимљава у јужној и западној Европи.
У Србији је честа гнездарица, нарочито северно од Саве и Дунава. Код нас популација стагнира, а у суштини годинама је у мањем опадању.
Типови станишта које насељава: влажне ливаде, плитке мочваре, таложници, слатине и влажне обрадиве површине.

## Исхрана
Вивак се храни увијек у близини воде, по влажним ливадама и ораницама. Претражује и плићаке воде по којима гаца. Ту налази ситне бескичмењаке, као што су разне врсте инсеката и пужева. 

## Гнијежђење
Гнијезди се на земљи на влажним ливадама, гдје се и храни. Гнијезди се рано. Прави једно легло годишње, а женка у гнијездо снесе четири зеленкаста јајета са црним мрљама. Млади су потркушци. 

## Понашање
Вивак је изузетно територијална птица, која активно брани територију у којој се гнијезди и храни. Активан је и ноћу, па гнијездо брани од свих животиња, укључујући и људе, за које сматра да га угрожавају. Кад се уљез приближи гнијезду вивак га надлијеће и гласа се карактеристичним "Ви-вак", по чему је и добио име, и обрушава се правећи нагле замахе крилима. 
Вивци се у прољеће селе из сјевернијих дијелова Европе у јужније. Младе јединке се у јесен окупљају у јата и хране се по пољима. 